# Dania Pastore
Dania Pastore (Salerno, 28 agosto 1981) è un'ex pallamanista italiana.

## Caratteristiche tecniche
Le sue caratteristiche erano la velocità e la tecnica.

## Carriera

### Club
Dal 1998 al 2011 ha militato nel campionato nazionale di pallamano femminile di massima serie A1 per la società Handball Salerno 1985, poi divenuta Pei Top Consultig Salerno, Pelplast Handball Salerno, ITC Store Salerno PDO Handball Team tranne il campionato 2008-2009 dove ha giocato per Handball Scaligera Vigasio.

## Palmarès

### Club

#### Competizioni nazionali
- Campionato italiano: 3

Handball Salerno 1985: 2003-2004
Itc Ceramiche Salerno: 2009-2010, 2010-2011
- Coppa Italia: 1

Handball Salerno 1985: 2003-2004

## Curiosità
Ha sempre indossato la maglia numero 11 in onore del suo idolo infantile Tom Becker (岬 太郎 Misaki Taro) personaggio del manga e anime Holly e Benji